# Guillermo Toledo
Guillermo Toledo, właściwie Guillermo Toledo Monsalve, lepiej znany jako Willy Toledo (ur. 22 maja 1970 roku w Madrycie) – hiszpański aktor producent filmowy, teatralny i telewizyjny.
W 1996 roku związał się z grupą teatralną Animalario. Osiągnął wielką popularność w Hiszpanii rolą Richarda w sitcomie Telecinco Siedem żyć (7 vidas, 1999–2006), za którą odebrał nagrodę Unión de Actores. Był dwukrotnie nominowany do nagrody Goya; za rolę opuszczonego Pedra, który ze złamanym sercem odkrywa, że jego kobietę odebrał mu najlepszy kolega w komediodramacie muzycznym Po drugiej stronie łóżka (El Otro lado de la cama, 2002) i jako ambitny pracownik, który dąży do objęcia kierownictwa, pewnego wieczoru uwodzi seksowną ekspedientkę i spędza z nią noc w domu towarowym w czarnej komedii Zbrodnia ferpekcyjna (Crimen Ferpecto, 2004).
W 2003 roku podczas XVII gali wręczenia nagród Goya miała na sobie sweter z wizerunkiem byłego lidera wietnamskiego Hồ Chí Minha i krytykował udział Hiszpanii w wojnie w Iraku.
Na Boże Narodzenie 2007 w Hiszpanii był twarzą kampanii reklamowej gry wideo World of Warcraft wspólnie z Mr. T, Vernem Troyerem, Williamem Shatnerem w Stanach Zjednoczonych i Jeanem-Claude’em Van Damme’em we Francji.

## Filmografia

### Filmy kinowe
- 2008: Santos jako Antropomosco
- 2005: Dwie strony łóżka (Los 2 lados de la cama) jako Pedro
- 2005: Etxebestowie w opałach (Aupa Etxebeste!) jako Złodziej
- 2004: Zbrodnia ferpekcyjna (Crimen Ferpecto) jako Rafael González
- 2004: To tylko człowiek (Seres queridos) jako Rafi Abdallah
- 2003: Dni futbolu (Días de fútbol) jako Chico Barbacoa
- 2003: Tajemnica Galindeza (The Galindez File) jako Ricardo
- 2003: Głosy w mroku (Las Voces de la noche) jako Niebla
- 2002: Po drugiej stronie łóżka (El Otro lado de la cama) jako Pedro
- 2001: Miłość, prozac i inne dziwne rzeczy (Amor, curiosidad, prozak y dudas) jako Borja
- 2001: Za plecami Boga (La Espalda de Dios) jako Sapo
- 2001: Joanna Szalona (Juana la Loca) jako Kapitan Corrales
- 1999: Język motyli (La Lengua de las mariposas) jako O'Lis
- 1999: Najbrzydsza na świecie (La Mujer Más Fea Del Mundo) jako Lafuente
- 1999: Mateuszek (Manolito Gafotas) jako Vendedor del hiper
- 1995: Morirás en Chafarinas jako León Zambrano

### Filmy TV
- 1997: Blasco Ibáñez jako przyjaciel Blasco

### Seriale TV
- 2007–2008: Cuestión de sexo jako Diego
- 1999–2006: Siedem żyć (7 vidas) jako Richard/Ricardo Sáez de Vidales
- 1999: Komisarz (El Comisario) jako Félix
- 1999: Ellas son así
- 1998: Hermanas
- 1998: Querido maestro jako Gasolinero

### Filmy krótkometrażowe
- 2007: Dzisiaj (¡¡¡Todas!!!)
- 2004: El Pollo que se muerde la cola jako Pelayo
- 2003: Archipelag (Archipiélago) jako Ben
- 2002: El Ladrón navideño
- 2002: Looking for Chencho
- 2001: Desaliñada jako Acelgo
- 2001: Soberano, el rey canalla jako Ramón
- 1999: Siguiente jako Paulino
- 1999: Ruth está bien jako Roberto
- 1998: Nikotyna (Nicotina)
- 1997: Cien maneras de hacer el pollo al txilindrón jako Gurú
- 1996: Intruz (El Intruso) jako Camarero
- 1996: Pulp Ration (Ración de pulpo) jako Zły Człowiek